# Estatua de Balto
Una estatua de Balto hecha en bronce por Frederick Roth está instalada en Central Park, Manhattan, Nueva York. Balto (1919-14 de marzo de 1933) fue un perro de trineo y husky siberiano perteneciente al musher y criador Leonhard Seppala. Alcanzó la fama cuando dirigió un equipo de perros de trineo en la última etapa de la carrera del suero a Nome de 1925, en la que se transportó antitoxina diftérica desde Anchorage a Nenana en tren y luego a Nome en trineo de perros para combatir un brote de la enfermedad.

## Historia

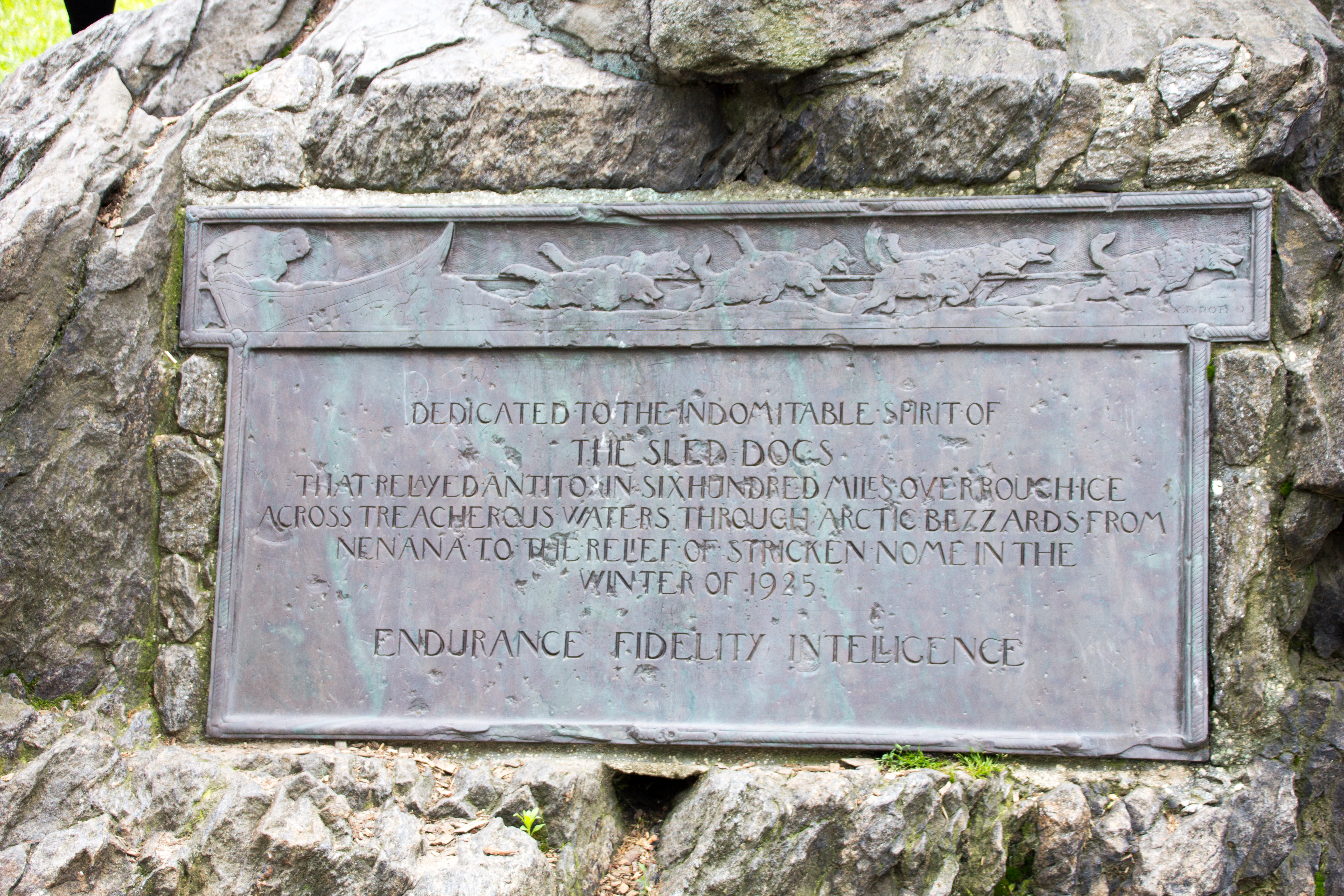
Placa ubicada en la base de la estatua de Balto.

Ubicada al norte del zoológico de Central Park, cerca de la intersección de East Drive y 67th Street, la escultura fue dedicada el 17 de diciembre de 1925. Roth modeló la escultura de Balto en base a un malamute de New Hampshire llamado Chinook. Una representación en bajorrelieve del viaje fundamental está tallada en el pedestal. Según los informes, el propio Balto estuvo presente en la ceremonia. La estatua es una atracción popular: los niños con frecuencia suben a la estatua para fingir que montan al perro. Hay una placa en la base de la estatua que dice:

"Dedicado al espíritu indomable de los perros de trineo que transmitieron antitoxina a seiscientas millas sobre hielo agitado, a través de aguas traicioneras, a través de ventiscas árticas desde Nenana para el alivio de Nome en el invierno de 1925. Resistencia · Fidelidad · Inteligencia".